# KTH Network Operations Centre
KTH Network Operations Centre, förkortat  KTHNOC, var navet i Sveriges internet i slutet på 1980- talet och början av 1990-talet.
Det var en underavdelning till NADA, senare CSC, numera EECS på Kungliga Tekniska Högskolan (KTH). På KTHNOC drevs fram till och med 2006 datornätverken SUNET och NORDUnet. Under 2007 övertogs driften av NUNOC. Även undervisning skedde på KTHNOC. 
KTH meddelade under november 2007 personalen vid KTHNOC att man har för avsikt att avveckla verksamheten. Viss personal erbjöds andra befattningar inom KTH, övriga  varslades om uppsägning med hänvisning till arbetsbrist. Fackliga samtal inleddes enligt gällande kollektivavtal.[källa behövs] Sex stycken ur personalen valde att fortsätta samarbete under eget regi och bildade bolaget Resilans AB.
KTHNOC:s webbkatalog, även känd som Sunetkatalogen, startade våren 1993 som en lista på Sunets "framsida" som innehöll Sveriges alla webbservrar. Eftersom det vid denna tid bara var universitet som provade www var antalet relativt litet.[källa behövs] Att delta i eller att använda katalogen var inledningsvis gratis, men från 2004 fick företag som använder ip-adresserier från Sunet börja betala. Kostnaden var då 1 600 kronor för det året, inklusive startavgift, och därefter 990 kronor per år. Sunet bytte senare namn till  till Infoo.se.